# ANBO III
L'ANBO III est un avion monoplan à ailes hautes d'entraînement et de liaison conçu par Antanas Gustaitis pour l'armée lituanienne en 1929. Il est le premier avion de conception lituanienne à être construit en série, avec deux lots de quatre avions produits en 1930 et 1931. L'ANBO III a également servi comme avion de reconnaissance.

## Variantes
ANBO III (première version)
Version motorisée par un moteur Walter NZ 60 (en), trois avions construits.
ANBO III (seconde version)
Version avec un nouvel empennage et motorisée par un moteur Armstrong Siddeley Genet (en), six appareils produits.

## Opérateurs
Lituanie
- Armée de l'air lituanienne